# Romanèche-Thorins
Romanèche-Thorins település Franciaországban, Saône-et-Loire megyében. Lakosainak száma 2002 fő (2022. január 1.). Romanèche-Thorins La Chapelle-de-Guinchay, Chénas, Dracé, Fleurie, Lancié és Saint-Symphorien-d’Ancelles községekkel határos.

## Népesség
A település népessége az elmúlt években az alábbi módon változott:
| Lakosok száma | 1950 | 1979 | 2031 | 2006 | 2010 | 2021 | 2017 | 2009 | 2002 |
|               | 2013 | 2015 | 2016 | 2017 | 2018 | 2019 | 2020 | 2021 | 2022 |